# Greatest Hits (Creed)
Greatest Hits è una compilation di greatest hits della rock band Creed pubblicato nel 2004, dopo l'annuncio dello scioglimento della band.

## Tracce
Testi e musiche di Mark Tremonti e Scott Stapp.
1. Torn (da My Own Prison) – 6:25
2. My Own Prison (da My Own Prison) – 5:00
3. What's This Life For? (da My Own Prison) – 3:32
4. One (da My Own Prison) – 5:02
5. Are You Ready? (da Human Clay) – 4:46
6. Higher (da Human Clay) – 5:26
7. With Arms Wide Open (da Human Clay) – 4:38
8. What If (da Human Clay) – 5:18
9. One Last Breath (da Weathered) – 3:59
10. Don't Stop Dancing (da Weathered) – 4:31
11. Bullets (da Weathered) – 3:51
12. My Sacrifice (da Weathered) – 4:55
13. Weathered (da Weathered) – 5:30